# 焦爾尼科

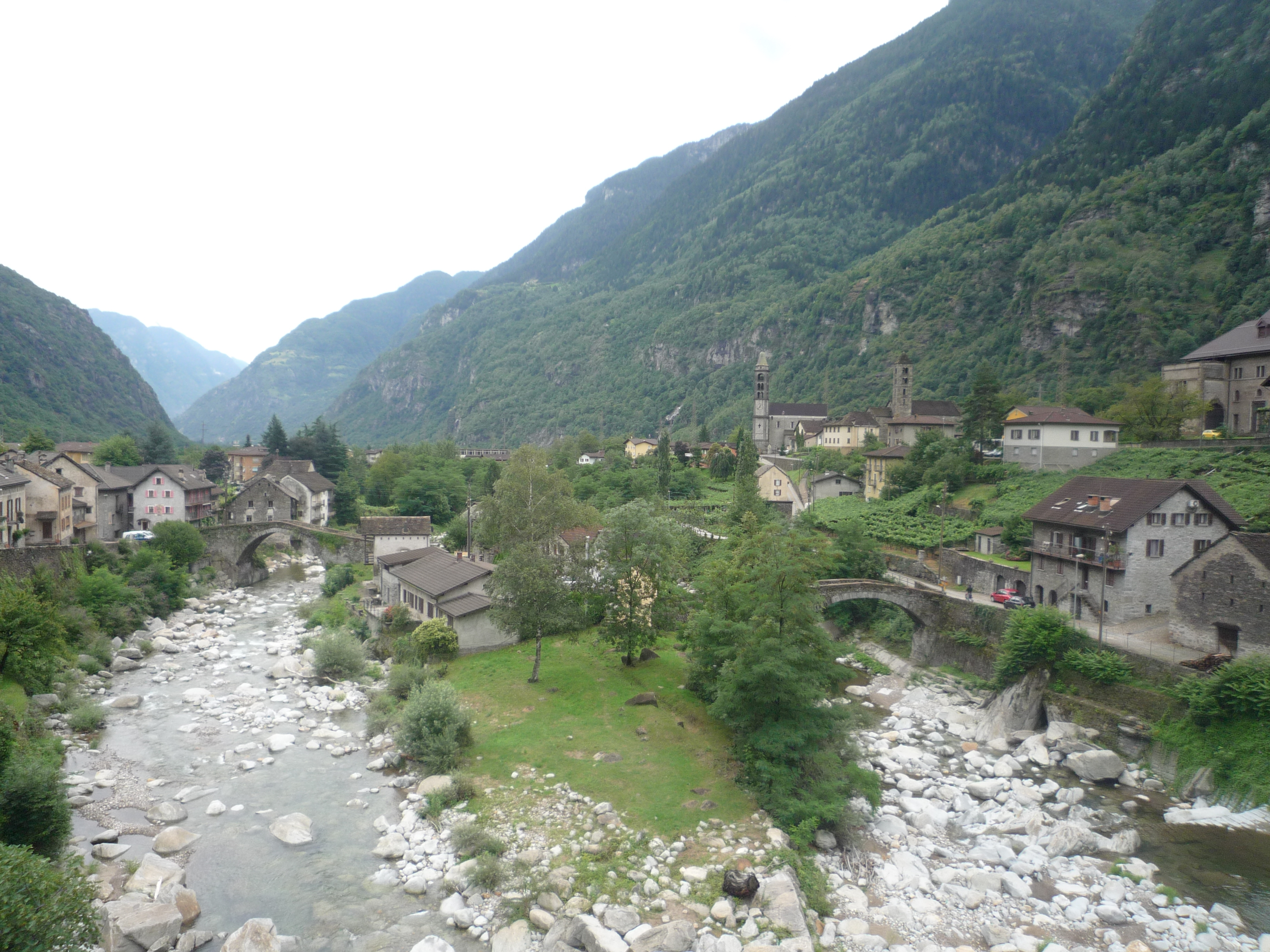

焦爾尼科是瑞士的城鎮，位於該國南部，由提契諾州負責管轄，面積19.48平方公里，海拔高度391米，2011年人口851，九成人口信奉羅馬天主教，人口密度每平方公里44人。